# Le Christ voilé
Le Christ voilé (en italien : Cristo velato) est un gisant en marbre de Giuseppe Sanmartino, réalisée en 1753 et conservée à la chapelle Sansevero de Naples, en Italie.
La sculpture a eu parmi ses admirateurs Antonio Canova qui, après avoir essayé en vain de l'acheter, s'est déclaré prêt à donner dix années de sa vie pour être capable de réaliser un tel chef-d’œuvre.

## Histoire

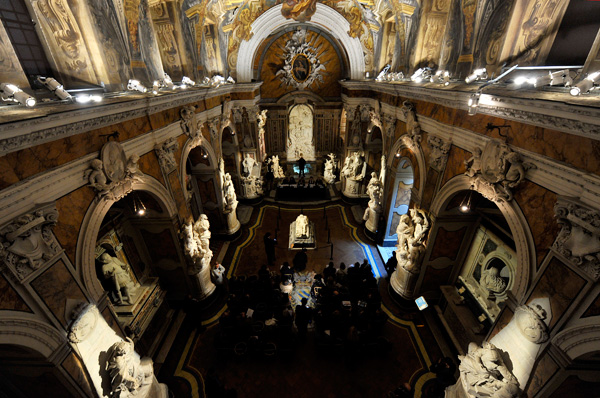
Le gisant au centre de la chapelle.

Le contrat pour exécuter Le Christ voilé est d'abord confié au sculpteur Antonio Corradini. Cependant, ce dernier meurt peu de temps après, n'ayant eu que le temps de réaliser une esquisse en terre cuite aujourd'hui au Musée national de San Martino.
C'est donc à Giuseppe Sanmartino qu'est confiée la tâche de réaliser « une statue en marbre sculpté, grandeur nature, représentant notre Seigneur Jésus-Christ mort, recouvert d'un linceul transparent fabriqué à partir du même bloc que la statue ».

## Description
La sculpture fait 50 × 80 × 180 cm. Le gisant représente le Christ mort, couché et recouvert d'un voile qui adhère à la forme de son corps. La maîtrise du sculpteur napolitain est telle qu'il parvient à rendre un voile d'une grande finesse laissant deviner les stigmates du martyre subi par le Christ.
Au pied de la sculpture, enfin, l'artiste sculpte les Arma Christi, les instruments de la Passion : la couronne d'épines, des pinces…
Le thème du gisant - un linceul recouvrant le Christ - fait référence au Saint-Suaire. L'utilisation d'un matelas et d'oreillers a pu être emprunté à la fameuse Hermaphrodite Borghèse. La position du corps du Christ rappelle celle exprimée dans l'Extase de la bienheureuse Ludovica Albertoni.

## La légende du voile

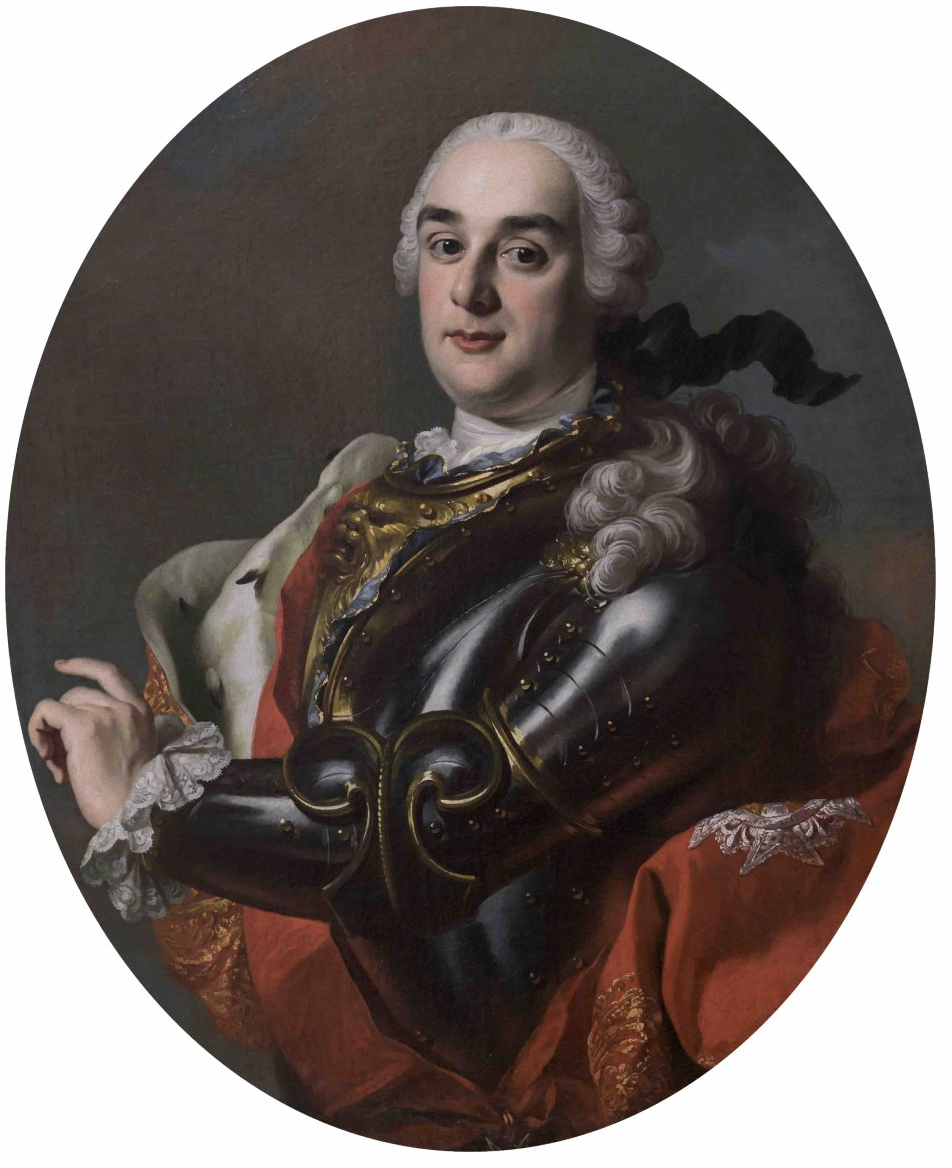
Raimondo di Sangro.

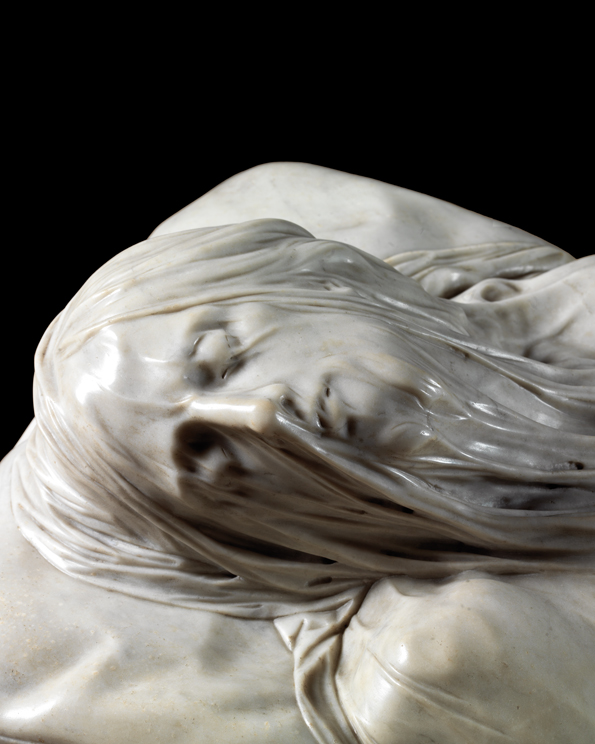
Le visage du Christ voilé.

Le rendu magistral du voile a donné naissance au cours des siècles à la légende que le commanditaire, le célèbre scientifique et alchimiste Raimondo di Sangro, avait enseigné à Giuseppe Sanmartino la méthode de calcification permettant de transformer du tissu en marbre cristallin. Pendant près de trois siècles, en fait, de nombreux visiteurs à la chapelle, impressionnés par le magnifique voile sculpté, pensent à tort qu'il est le résultat d'une « marmorification » alchimique effectuée par le prince, que l’œuvre serait une statue couchée sous un vrai voile qui se serait transformé en marbre avec le temps par un processus alchimique.
En fait, une analyse minutieuse ne laisse aucun doute que le travail a été fait entièrement en marbre, et cela est également confirmé par certaines lettres de l'époque. La réception du paiement à Sanmartino le 16 décembre 1752, signée par le prince et conservée aux Archives Historiques de la Banco di Napoli, stipule : « et vous paierez en mon nom les cinquante ducats précités au Magnifique Giuseppe Sanmartino pour la statue de Notre Seigneur mort, couvert d'un voile également en marbre. ».
Le même di Sangro, dans certaines lettres, décrit le foulard comme fabriqué à partir du même bloc que la statue.